# Georg Langgärtner
Georg Langgärtner (* 23. September 1926 in Aschaffenburg; † 23. April 1987 in Würzburg) war ein deutscher katholischer Theologe.

## Leben
Nach dem Reichsarbeitsdienst und dem Wehrdienst ab 1944 und der Kriegsgefangenschaft, aus der er im August 1945 entlassen wurde, legte er im Juli 1946 das Abitur in seiner Heimatstadt ab. Er studierte ein Semester Medizin an der Universität Würzburg und ab Sommersemester 1947 an der PTH Bamberg Philosophie und Geschichte. Zum Wintersemester 1947/1948 kehrte er nach Würzburg zurück und absolvierte dort bis 1952 ein Studium in den Fächern Theologie, Philosophie und Geschichte. Nach der Priesterweihe am 20. Juli 1952 war er Kaplan in St. Vitus (Veitshöchheim) und Marktheidenfeld, danach von 1953 bis 1960 Präfekt im Kilianeum (Würzburg). Im August 1960 wurde er Wissenschaftlicher Assistent an der Katholisch-Theologischen Fakultät. Nach der Promotion 1962 zum Doktor der Theologie und der Habilitation 1963 wurde er 1964 zum Privatdozenten und 1965 zum Universitätsdozenten für „Kirchengeschichte, Patrologie und Liturgiegeschichte“ ernannt. Im Dezember 1966 wurde er auf den neu geschaffenen Lehrstuhl für Liturgiewissenschaft berufen. Seine akademischen Schüler sind Karl Schlemmer und Guido Fuchs. Von 1969 bis 1975 war er Dekan. Er war an der Einführung des Ständigen Diakonats in der Diözese Würzburg wesentlich beteiligt. Für die Domschule Würzburg schrieb er einen Lehrbrief im Rahmen der Theologie im Fernkurs.
Seit 1950 war er Mitglied der katholischen Studentenverbindung KDStV Markomannia Würzburg.

## Werke (Auswahl)
- Die Gallienpolitik der Päpste im 5. und 6. Jahrhundert. Eine Studie über den apostolischen Vikariat von Arles (= Theophaneia. Beiträge zur Religions- und Kirchengeschichte des Altertums. Band 16). Hanstein, Bonn 1964, OCLC 604545489 (zugleich Dissertation, Würzburg 1961).
- Der Diakon heute. Echter, Würzburg 1969, OCLC 4934067.
  - Il diacono oggi. Città Nuova Editrice, Rom 1970, OCLC 35689384.
- Die Sakramentalien. Ein Werkbuch mit Anleitungen und Modellen für die Segnungen der Kirche. Echter, Würzburg 1974, ISBN 3-429-00372-5.
- Erneuerung der Quatember. Anliegen, Modelle, Aktionen. Echter, Würzburg 1976, ISBN 3-429-00437-3.
- Jesus Christus ist der Herr. Gebete, Hymnen, Meditationen aus Liturgien des Ostens und des Westens. Don-Bosco-Verlag, München 1978, ISBN 3-7698-0334-5.